# Chabasit
Chabasit, (Ca,Na2)(Al2Si4O12)•5–7 H2O, är ett samlingsnamn för zeoliter som ingår i chabasitserien. Sammansättningen ligger mellan ändleden betecknade med tillägget -Ca, -K, -Mg -Na –Sr till mineraknamnet chabasit. Mineralet är ett tektosilikat där aluminium tillsammans med kisel och syre bildar ett anjonskelettet med öppen struktur av atomära kanaler. Olika katjoner  och vattenmolekyler binder till platser i de atomära kanalerna.
Chabasit förekommer som fyllnad i mandelformade hålrum i lava.

## Ändleden för chabasit
Chabasitens sammansättning kan variera mellan ändledens nominella formler som är:
- Chabasit-Ca – Ca2[Al4Si8O24]·13H2O
- Chabasit-K – (K2NaCa0,5)[Al4Si8O24]·11H2O
- Chabasit-Mg – (Mg0,7K0,5Ca0,5Na0,1)[Al3Si9O24]·10H2O
- Chabasit-Na – (Na3,5K)[Al4,5Si7,5O24]·11,5H2O
- Chabasit-Sr – Sr2[Al4Si8O24]·11H2O

Kristallvattenhalten kan alltså variera.

## Förekomst
Chabasit har påträffats i Indien, Nordirland, Italien, Tyskland, Nova Scotia, Oregon, Arizona, New Jersey samt på Island och Färöarna. Chabasit är ganska ovanlig i Sverige men har påträffats i Fröå gruva i Jämtland, i Långbans gruva i Värmland och i Malmbergets gruva i Lappland.

## Egenskaper
Chabasit bildar vita, mer eller mindre genomskinliga kristaller, vilka ibland har en dragning åt rosa men kan också vara gul- eller grönaktiga. De är romboedriska till strukturen och syns ofta pseudokubiska eftersom den spetsiga vinkeln mellan närstående ytor ofta är 85° 14′ det vill säga nästan vinkelräta. Hårdhetsgrad enligt Mohs är 4–5 och densiteten ligger mellan 2,05 och 2,20 kg/dm3.
Brytningsindex varierar från som lägst 1,465 för chabasit-Mg till som högst 1,507 för chabasit-Sr. Eftersom mineralet tillhör det trigonala kristallsystemet har varje specie tre värden på brytningsindex.
Chabasit är en oorganisk jonbytare. Jonbytaregenskapen kan användas för att göra hårt vatten mjukare genom att byta kalcium- och magnesiumjoner i hårt vatten mot alkalijoner( till exempel natrium- eller kaliumjoner som släpps ut till vattnet). Zeoliter framställs ibland artificiellt för detta ändamål.
Chabasit kan även användas för att absorbera små gas- eller vätskemolekyler det vill säga fungera som så kallad molekylsikt.

## Zeoliter med chabasitstruktur
Det finns många olika material, som är isostrukturella med chabasit. Ett av dem är SSZ-13, en CHA-typ zeolit som har syntetiserats i laboratorier. Denna har ett Si/Al-förehållande av 14, en sammansättning som inte finns i naturen. SSZ-13 har låg jonbytesförmåga men kan användas som katalysator. 